# Oscar Ramírez
Pour les articles homonymes, voir Ramírez.
Oscar Ramírez, né le 8 décembre 1964 dans le canton de Belén, au Costa Rica, est un footballeur et entraîneur costaricien. Il évoluait au poste de milieu de terrain. 
Surnommé « El Machillo », il a notamment été sélectionneur de l'Équipe du Costa Rica.

## Biographie

### Carrière de joueur
Il réalise l'essentiel de sa carrière dans les deux principaux clubs du Costa Rica, le LD Alajuelense et le Deportivo Saprissa, où il est sacré huit fois champion au total (quatre fois avec chaque club). Il remporte également à trois reprises la Coupe des champions de la CONCACAF.
Auteur de six buts en 75 sélections en équipe du Costa Rica entre 1984 et 1997, il dispute notamment la Coupe du monde de 1990 en Italie, la première de son pays. Il prend part également à la Gold Cup 1991, puis à la Copa América 1997.

#### Buts en sélection
| Buts en sélection d'Oscar Ramírez | Buts en sélection d'Oscar Ramírez | Buts en sélection d'Oscar Ramírez                    | Buts en sélection d'Oscar Ramírez | Buts en sélection d'Oscar Ramírez | Buts en sélection d'Oscar Ramírez | Buts en sélection d'Oscar Ramírez |
|                                   | Date                              | Lieu                                                 | Adversaire                        | Score                             | Résultat                          | Compétition                       |
| --------------------------------- | --------------------------------- | ---------------------------------------------------- | --------------------------------- | --------------------------------- | --------------------------------- | --------------------------------- |
| 1.                                | 26 mai 1985                       | Estadio Alejandro Morera Soto, Alajuela (Costa Rica) | États-Unis                        | 1-0                               | 1-1                               | QCM 1986                          |
| 2.                                | 18 juillet 1985                   | Estadio Ricardo Saprissa Aymá, San José (Costa Rica) | Trinité-et-Tobago                 |                                   | 3-1                               | Amical                            |
| 3.                                | 23 août 1992                      | Estadio Nacional de la Sabana, San José (Costa Rica) | Panama                            | 2-0                               | 5-1                               | QCM 1994                          |
| 4.                                | 18 avril 1997                     | Estadio Mateo Flores, Guatemala (Guatemala)          | Nicaragua                         | 2-0                               | 5-1                               | UNC 1997                          |
| 5.                                | 18 avril 1997                     | Estadio Mateo Flores, Guatemala (Guatemala)          | Nicaragua                         | 3-0                               | 5-1                               | UNC 1997                          |
| 6.                                | 18 avril 1997                     | Estadio Mateo Flores, Guatemala (Guatemala)          | Nicaragua                         | 5-0                               | 5-1                               | UNC 1997                          |

NB : Les scores sont affichés sans tenir compte du sens conventionnel en cas de match à l'extérieur (Costa Rica-Adversaire)

### Carrière d'entraîneur
Il est l'adjoint d'Hernán Medford au Deportivo Saprissa puis en équipe du Costa Rica, mais il se distingue surtout au LD Alajuelense où il remporte cinq titres de champion du Costa Rica.
En août 2015, il prend les rênes de l'équipe costaricienne de football, succédant à Paulo Wanchope. Éliminé au premier tour du Mondial 2018, son contrat n'est pas reconduit à l'issue de la compétition.

## Palmarès

### Palmarès de joueur
- LD Alajuelense
  - Champion du Costa Rica en 1983, 1984, 1991 et 1992.
  - Vainqueur de la Coupe des champions de la CONCACAF en 1986.

- Deportivo Saprissa
  - Champion du Costa Rica en 1994, 1995, 1998 et 1999.
  - Vainqueur de la Coupe des champions de la CONCACAF en 1993 et 1995.

- Costa Rica
  - Vainqueur de la Coupe des nations de la CONCACAF en 1989.
  - Vainqueur de la Coupe UNCAF des nations en 1991 et 1997.

### Palmarès d'entraîneur
- SD Santos
  - Champion de D2 en 2009.

- LD Alajuelense
  - Champion du Costa Rica en 2010-O, 2011-C, 2011-O, 2012-O et 2013-O.